# シンベリン

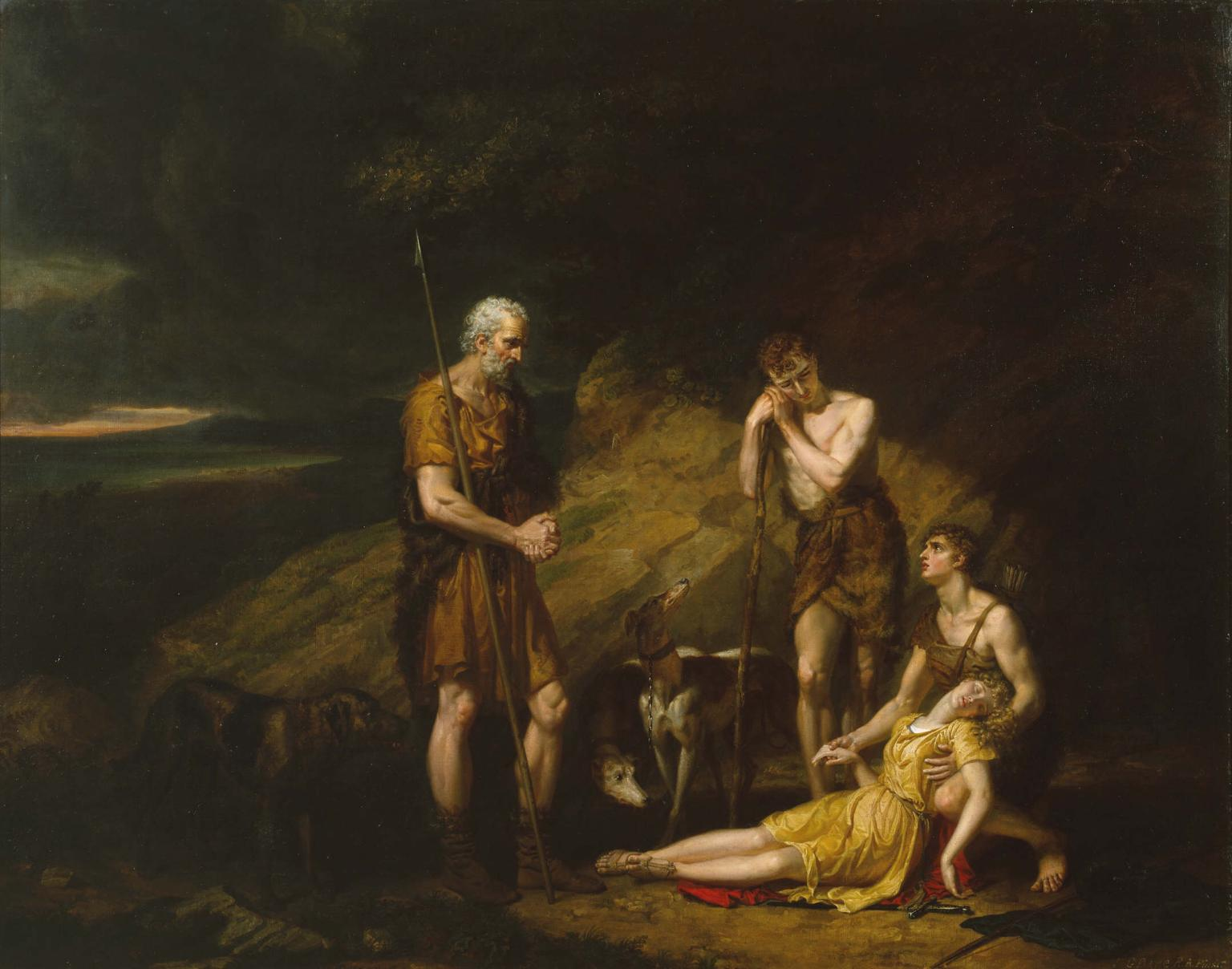
ベレーリアスの洞窟で見つかったイモージェン（ジョージ・ダウ画）

『シンベリン』（Cymbeline ）とは、古いケルト人ブリテン王にまつわるウィリアム・シェイクスピア作の戯曲。「ファースト・フォリオ」では「悲劇」に分類されていたが、現代の研究者たちは「後期ロマンス劇」に分類することが多い。『オセロ』、『尺には尺を』、『冬物語』同様、無垢と嫉妬のテーマが扱われている。さらに、主要な登場人物たちが道徳的・社会的問題に直面することから「問題劇」と言われることもある。創作年代はわかっていないが、1611年には上演されていたと言われている。

## 材源
『シンベリン』のプロットはおおまかに、ジェフリー・オブ・モンマスの語った実在のブリテンの支配者クノベリヌスに関する話に基づいていて、そのうえにシェイクスピアは独自のアイディアとサブプロットを付け加えた。アイザック・アシモフは『Asimov's Guide to Shakespeare』の中で、『シンベリン』の中の継母/娘/継子の面には、ローマ皇帝アウグストゥスの実際の（あるいは想像される）境遇との間で興味深い対応があることを指摘している。ヤーキモーの賭け、こっそり隠れてイモージェンの部屋の情報を集めるくだりについては、ボッカッチョ『デカメロン』第2日第9話から引いてきたとも言われる。しかし、プロットのほとんどはシェイクスピアの創案である。

## 創作年代とテキスト

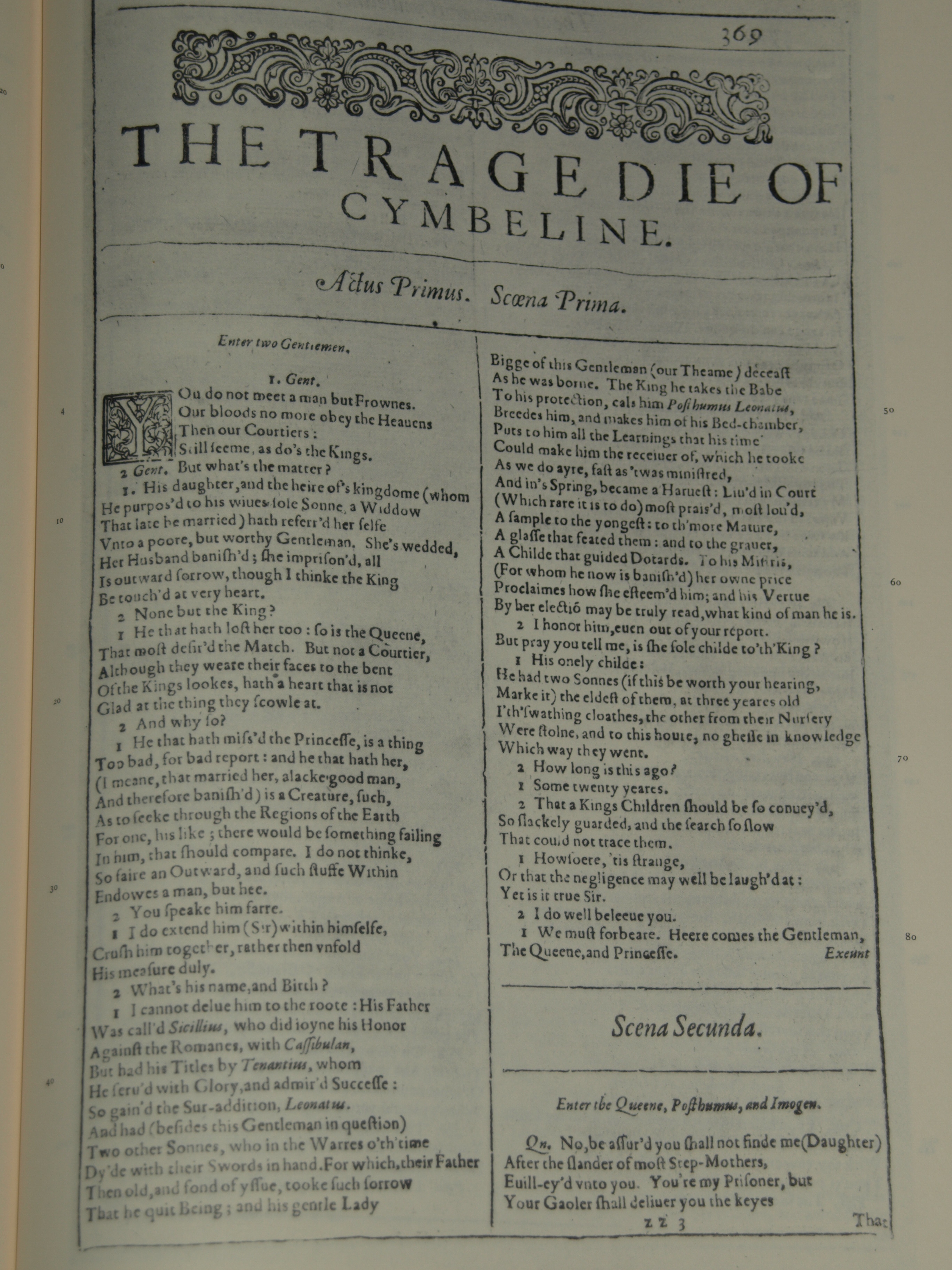
「ファースト・フォリオ」（1623年）の『シンベリン』の表紙の複写

『シンベリン』の創作年代は不明である。イエール版では、共作者の存在を示唆し、いくつかのシーン（第3幕第7場、第5幕第2場）は他の作品と較べるとシェイクスピアのものに見えない印象があるとしている。『シンベリン』はフランシス・ボーモント（Francis Beaumont）＆ジョン・フレッチャー（John Fletcher）共作の悲喜劇『フィラスター（Philaster）』（1609年 - 1610年頃）と関連性があって、そこから創作年代を1609年頃とする研究者もいるが、どちらの劇が先に出来たのかはわかっていない。1611年の春にサイモン・フォアマンがこの劇を見たという記録は残っている。最初の印刷は1623年の「ファースト・フォリオ」である。
『シンベリン』の入り組んだプロットはパロディのネタが存在する証拠だとする意見もある。具体的に、第5幕第4場の、ジュピターが雷鳴と稲妻の中、鷲にまたがったまま天降ってきて、雷電を投げるくだりが挙げられる。
『シンベリン』は一時は高い評価を受けたものの、次第に人気を失っていった。取るに足らないだらだらした不合理な話であることから、シェイクスピアは手慰みにこれを書いたのではないかと言う説もある。しかし、ウィリアム・ハズリットとジョン・キーツは『シンベリン』を好きな芝居の一つに挙げている。
オックスフォード版ならびにノートン版の編者は「イモージェン（Imogen）」の名前は「イノージェン（Innogen）」の綴り間違いだと主張している。『空騒ぎ』に、レオナート（Leonato）の妻と思われるイノージェンなるゴースト・キャラクター（Ghost character。劇の中で名前は出てくるが、実際には登場しない人物のこと）がいて、『シンベリン』のイモージェンはポステュマス・リーオネータス（Leonatus）の妻だからというのがその根拠である。スタンリー・ウェルズ（Stanley Wells）とマイケル・ドブソンは、シェイクスピアが材源として使っていたラファエル・ホリンシェッドの『年代記（Chronicles）』にイノージェンの言及があり、1611年にこの劇を見たフォアマンの記録にも「イノージェン」と書かれてあることを指摘している。しかし編者の多くはイモージェンという表記を使い続けている。

## 登場人物

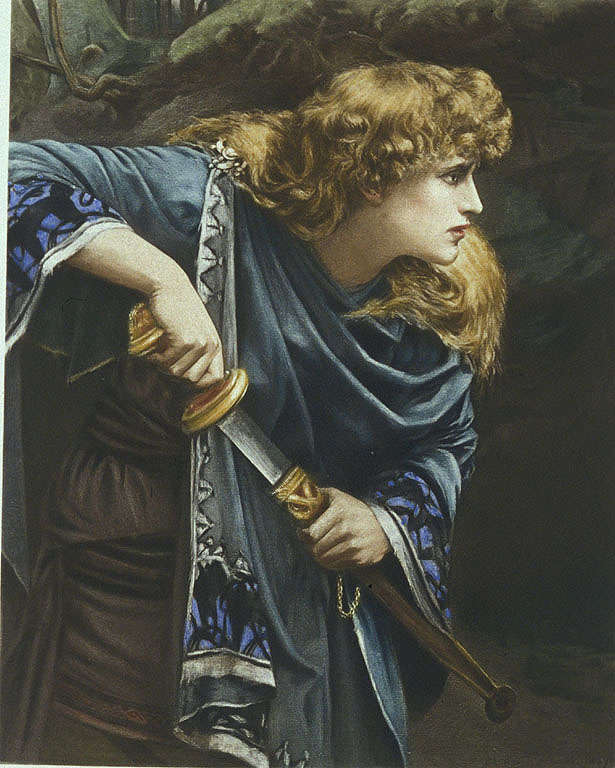
イモージェン（ヘルベルト・グスタフ・シュマルツ画、1888年）

- シンベリン（CYMBELINE） - ブリテン王。
- クロートン（CLOTEN） - 王妃と先夫の息子。
- ポステュマス・リーオネータス（POSTHUMUS LEONATUS） - 紳士。イモージェンの夫。
- ベレーリアス（BELARIUS） - 追放された貴族で、変装して「モーガン」を名乗る。
- グィディーリアス（GUIDERIUS）とアーヴィラガス（ARVIRAGUS） - シンベリンの息子たち。モーガンの子だと信じ、ポリドーア（POLYDORE）、キャドウォール（CADWAL）を名乗っている。
- フィラーリオ（PHILARIO） - イタリア人。ポステュマスの友人。
- ヤーキモー（IACHIMO） - イタリア人。フィラーリオの友人。
- ケーヤス・リューシャス（CAIUS LUCIUS） - ローマ軍の将軍。
- ピザーニオ（PISANIO） - ポンテュマスの召使い。
- コーニーリアス（CORNELIUS） - 医師。
- ローマ軍の隊長（A Roman Captain）
- ブリテン軍の二人の隊長（Two British Captains）
- フランス人（A Frenchman） - フィラーリオの友人。
- シンベリンの宮廷の二人の貴族（Two Lords of Cymbeline's court）
- シンベリンの宮廷の二人の紳士（Two Gentlemen of the same）
- 二人の牢番（Two Gaolers）
- 王妃（Queen） - シンベリンの妻。
- イモージェン（Imogen） - シンベリンと先妻の娘。
- ヘレン（Helen） - イモージェンの侍女。
- 貴族たき、貴婦人たち、ローマの元老議員たち、護民官たち、占い師、オランダ人、スペイン人、楽士たち、役人たち、隊長たち、兵士たち、使者たち、従者たち
- 幽霊たち

## あらすじ

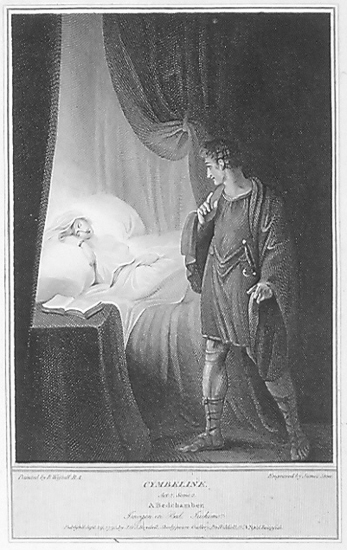
第2幕第2場から、イモージェンの部屋に忍び込んだヤーキモー（ジェームズ・ストウ作の版画、1795年）

ブリテン王シンベリンの王女イモージェンは幼馴染みのポステュマスとひそかに結婚した。しかし、娘を再婚した王妃と先夫の息子クロートン（ばか息子）と結婚させたかったシンベリンはそれを許さず、ポステュマスを追放する。
イタリアに渡ったポステュマスに、ヤーキモーが賭けを提案する。自分なら口説けると言うのだ。ポステュマスはイモージェンの貞節を信じ、賭けに応じる。ヤーキモーは早速ブリテンに渡り、ポステュマスがイタリアで女遊びをしていると嘘を言うが、イモージェンはポステュマスを信じていた。ヤーキモーは賭けに勝つため、鞄の中に隠れてイモージェンの部屋に忍び込み、部屋の造りの詳細とイモージェンの胸の痣を見、イタリアに戻ると、ポステュマスに誘惑が成功したと嘘をつく。
絶望したポステュマスはブリテンに残してきた召使いのピザーニオにイモージェンを殺すよう命じる。しかし、イモージェンの無実を知るピザーニオはイモージェンを少年に変装させ、ちょうどブリテン訪問中のローマ軍の将軍の小姓となって、ウェールズからポステュマスのいるイタリアに行くよう忠告する。
男装したイモージェンはウェールズでポリドーアとキャドウォールという兄弟と出逢う。実は二人は生き別れのイモージェンの兄グィディーリアスとアーヴィラガスだった。無実の罪でシンベリンに追放された元・貴族ベレーリアスに誘拐され、実の子として育てられていたのだった。
いなくなったイモージェンを探してクロートンもウェールズに追ってきた。イモージェンを力づくで犯そうという腹だった。しかし、その途中、グィディーリアスに無礼にも決闘を申し込み、逆に殺され、首を切り落とされる。同じ頃、イモージェンも王妃から薬として渡されていた毒を飲んでしまう。しかしその毒は、王妃の行動に疑問を感じていた医師コーニーリアスが調合した、一時的に死んだように見える薬だった。息を吹き返したイモージェンはそばに首のないクロートンの死体を見つけるが、クロートンの着ていた服からポステュマスと勘違いする。
その頃、王妃の諌言により、シンベリンはローマ軍と戦争を始める。グィディーリアスとアーヴィラガス、ベレーリアス、さらに帰国したポステュマスはブリテンのためにローマ軍と戦い、ブリテン軍は勝利する。
戦争の最中、王妃は数々の罪を告白して死に、グィディーリアスとアーヴィラガスは王子として迎えられ、ポステュマスとイモージェンの結婚も許される。

## 上演史

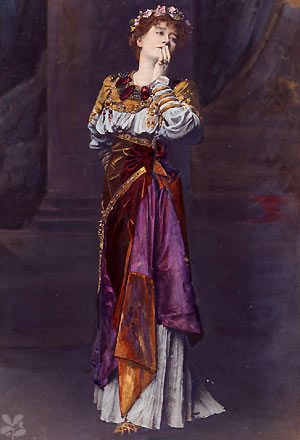
イモージェンを演じるエレン・テリー

フォアマンが言及した1611年以降では、1634年、チャールズ1世とヘンリエッタ・マリア・オブ・フランスのために宮廷で再演された。王政復古期には、トマス・ダーフィーによる改作版『The Injur'd Princess, or The Fatal Wager』が上演されている。ジョン・リッチも自身の劇団でリンカンズ・イン・フィールズ（Lincoln's Inn Fields）で上演した。1758年にはTheophilus Cibberによる改訂版が作られた。デイヴィッド・ギャリック（David Garrick）はほぼ原型に戻して（変更箇所はイモージェンの埋葬場面と第5幕の短縮化、ポステュマスの夢の場面の削除）上演し、成功を収め、ポステュマスはギャリックの当たり役となった。
その後は、1801年にジョン・フィリップ・ケンブル（John Philip Kemble）の劇団が、1827年にはコヴェント・ガーデンでケンブルの弟チャールズ（Charles Kemble）が、1837年と1842年には
ロマン主義の時代にはウィリアム・チャールズ・マクレディ（William Charles Macready）が数回、1864年にはシェイクスピア生誕300年記念としてサミュエル・フェルプス（Samuel Phelps）が、それぞれ上演した。
『シンベリン』はエレン・テリーのラスト・パフォーマンスの1つでもあり、1896年、ライシーアム劇場（Lyceum Theatre）で上演された。なお、この時の舞台美術監督はローレンス・アルマ＝タデマが担当した。
なお、近年では『シンベリン』は上演されることは稀である。

日本に於いても、1980年にシェイクスピア・シアターが上演して以降、オンシアター・自由劇場での1982年の公演、彩の国さいたま芸術劇場での2012年の公演くらいしか無い。

シェイクスピアの作品中、恋の骨折り損と共に上演機会に乏しい作品である。

また2014年、マイケル・アルメレイダ監督により、舞台を現代に置き換えて映画化された（『アナーキー』）。

## アダプテーションと言及
トマス・ダフィーによる改作版『The Injured Princess, or, the Fatal Wager』は1682年にドルリー・レーン劇場（Theatre Royal, Drury Lane）で上演された。おそらくKing's CompanyとDuke's Companyの合同上演だと思われる。登場人物の幾人かの名前とディテールが変更され、王政復古期に典型的なサブプロット（貞淑に夫の帰りを待つ女がクローテンの罠から逃げる）が追加された。さらにピザーリオが、ユージニア（イモージェンのこと）の裏切りを一度は信じるように変更されている。ポステュマスも、妻は若くて美人ゆえに、本当に自分を愛したのではなかったのだと認める。
ウィリアム・ホーキンスの1759年の改作は、三一致の法則に基づいたものである。ホーキンスは王妃をカットし、宮廷とウェールズの森の場面を縮小した。アーヴィラガスたちの葬送歌にはトマス・アーンが曲をつけた。
18世紀の終わりには、ヘンリー・ブルック（Henry Brooke）が改作したが、上演はされなかった。ブルックは劇におけるポステュマスの重要性を高めるため、グィディーリアスとアーヴィラガス兄弟を消去した。
ジョージ・バーナード・ショーの1937年の『シンベリン』は第5幕を失敗と考えての改作だった。ショーは1896年のエレン・テリー主演の舞台の不合理さに不満を漏らしていた。
『シンベリン』でおそらく最も知られているものは、第4幕第2場の葬送歌である。
最後の2行は、T・S・エリオットに霊感を与え、『Five-Finger Exercises』の中の『Lines to a Yorkshire Terrier』を書かせた。
最初の2行はヴァージニア・ウルフの『ダロウェイ夫人』に登場し、ダロウェイ夫人の意識を第一次世界大戦の精神的外傷に向けさせる。この歌は『ダロウェイ夫人』の有機的なモチーフになっている。
スティーヴン・ソンドハイムのミュージカル『フロッグス（The Frogs）』の最後では、ウィリアム・シェイクスピアがジョージ・バーナード・ショーと、どちらが優れた劇作家かを巡って争っている。勝者は世界を改善するために死から生き返らされる。死についての意見を聞かれた時、シェイクスピアはこの葬送歌（『Fear No More』）を歌う。

### 日本語訳テキスト
- 「シムベリン」坪内逍遥訳 早稲田大学出版部 1923
- 三神勲訳『シェイクスピア全集 第3 (喜劇 第3)』筑摩書房 1967
- 小田島雄志訳 白水社 1979 のち白水Uブックス
- 松岡和子訳 ちくま文庫 2012